# 巨山农场
巨山农场，又名海淀基地，前称香山农场，是首农集团旗下的位于中華人民共和國北京市海淀区四季青地区杏石口路100号的农场。该农场专门种植、养殖供中共中央高级领导的食品（通稱特供）。

## 概况
巨山农场位于海淀区四季青地区北辛庄村巨山生活区附近，原属8341部队（中央警卫团），后划拨三元集团管理。该公司下属另有延庆基地。国家标准委员会曾授予该基地“国家农业标准化示范区”，国家高层领导也曾到此视察。
据报导其灌溉工程曾经的中标单位，是国家计划委员会（现为国家发展和改革委员会）申报成立的直属单位达华工程管理（集团）有限公司。

## 历史沿革
中央办公厅、公安部为保证中共中央领导人饮食安全健康，决定在玉泉山规划改造计划中加入在附近建立一个规模适度的小型农场的计划，以用作生产奶制品、鲜蛋、蔬菜等食物，时称“香山农场”。该农场初期的任务是保证“五大书记”（毛泽东、刘少奇、周恩来、朱德和陈云）等副总理级别以上领导的食品需要，并且优先供应予“五大书记”。
初期，苏联派往中国的卫生专家建议以苏联的模式去筹建农场，时任公安部部长罗瑞卿对此传达毛泽东意见，尽量节省建设成本。初期农场规划近600亩。农场建成后归中央警卫局管理，产品由局属供应科收购。早期农场员工每月可以观看一到两次的专场电影，政府也有指示中央机关干部每年须在香山农场劳动20天。
1956年后，香山农场开始扩展，并被习惯称为玉泉山农场。因一次毛泽东要求在夏天吃橘子，但农场未能供应新鲜橘子，农场开始为毛泽东种植反季节蔬菜。

## 种植技术
农场的无公害蔬菜采用温室电除雾防病促生系统种植，使用发酵的大豆做肥料，玉泉山的矿泉水灌溉，不加任何化肥和农药。农场也有采集牛奶。2006年巨山农场 种植的黄瓜、辣椒、西红柿等9种蔬菜产品曾获得有机认证。

## 日常管理
农场种植的植物品种有10多个以上，蔬菜的种植和采摘都有严格的记录，跟人口管理一样详细，有“采摘安全期”，安全期以外不允许采摘。为保证日常管理质量，农业部会调派陕西、山东等其他省份的检测机构到基地进行交叉检测。2011年，该农场建成“农产品质量追溯系统”。
2002年9月，北京市农委增设直接管理特供生产的北京市特需农产品服务中心，该中心领导级别相当于正处级。
农场产品并不对外销售，每天，会有“军V”带头车牌的军车过来运输食物，农场大约下午五点下班。